# Airbnb
Airbnb är en onlinemarknadsplats för uthyrning och bokning av privat boende. Företagsidén har sin utgångspunkt i delningsekonomins principer, där privatpersoner står som både leverantör och kund. Hemsidan innehåller mer än 500 000 privata boenden i 192 länder och 33 000 städer. Från starten i augusti 2008 till juni 2012 förmedlades 10 miljoner nätter på Airbnb.
Airbnb grundades i augusti 2008 av Brian Chesky, Joe Gebbia och Nathan Blecharczyk och har sitt huvudkontor i San Francisco, Kalifornien. Den inledande finansieringen erhölls från inkubatorn Y Combinator. Senare har Greylock Partners, Sequoia Capital, Ashton Kutcher, Mila Kunis och Jeff Bezos investerat i bolaget. Den 10 december 2020 intoducerades bolagets aktie på Nasdaq-börsen. Under första handelsdagen steg aktien 112% till ett börsvärde på 86,5 miljarder USD.

## Bidrar till överturism
Uthyrningen av privata lägenheter via Airbnb medför på attraktiva resmål ökade hyresnivåer för de bofasta och ett ökat besökstryck som uppfattas som överturism. Exempel på destinationer som aktivt motverkar Airbnb-uthyrning är Barcelona, Berlin, Kanarieöarna och Lissabon. I Barcelona är 2024 mer än 10 000 lägenheter anslutna till Airbnb, men från november 2028 kommer inga Airbnb-lägenheter att tillåtas.